# 汪度
汪度（15世紀—16世紀），字宏大，南直隸徽州府績溪縣梧村人，明朝政治人物。

## 生平
汪度是成化十九年（1483年）的舉人，授上虞知縣，任官專心愛民，自己卻布衣蔬食，人們歌頌他：「知縣汪度，民之父母，身穿布衣，日喫豆腐。」舉詔賢良，但因為直言忤逆劉瑾放歸，行李沒有金錢，上虞人民懷念他而立去思碑祭祀；家居杜門著書，客人來到無法提供食物，只有釣魚和喝酒而去，正德年間流賊猖獗，他就督率義民防禦，境內得以安寧，死後入祀鄉賢祠。

## 引用
1. 1 2  嘉慶《績溪縣志·卷十·人物志》：汪度 字宏大，梧村人，溥子，成化癸卯舉人，知上虞縣，居官□布茹澹，專志愛民，民歌曰：「知縣汪度，民之父母，身穿布衣，日喫豆腐。」應詔舉賢良，以直言忤劉瑾放歸，囊無一錢，上民懷之立去思碑祠焉。家居杜門著書，客至不能具饌，惟釣魚酌酒而去，正德中饒賊猖獗，督率義民禦之，境內以安，崇祀鄉賢。